# Megara 1908
Il Football Club Dilettantistico Atletico Megara 1908, o più comunemente Megara Augusta, è una società calcistica italiana con sede nella città di Augusta. Nella stagione 2024-2025 milita nel campionato di Promozione.
Fondata nel 1908 con la denominazione di Sport Club Megara, è stata ufficialmente la seconda realtà calcistica a sorgere nella ex Provincia di Siracusa dopo l’Ortigia Sport Club (1907).
I colori sociali del club sono da sempre il nero ed il verde, mentre lo storico logo è l'aquila coronata, raffigurata nello stemma civico e nel logo del club. L'impianto sede delle gare casalinghe è il campo Megarello, di proprietà privata.

## Storia

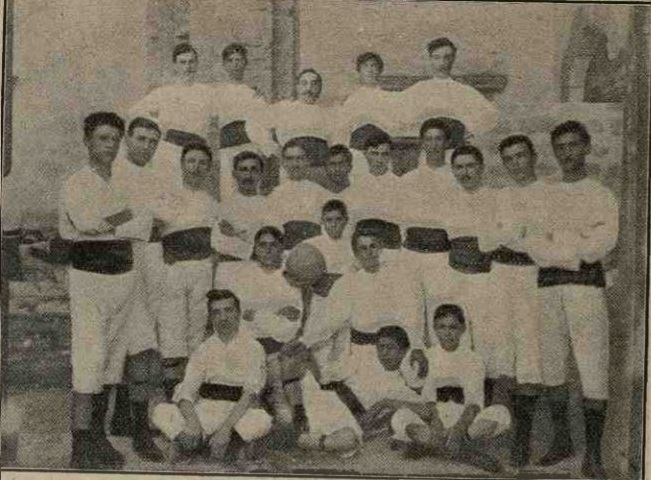
Prima storica squadra del Megara nel 1908

La prima associazione sportiva di Augusta fu fondata nel 1908 su iniziativa di un gruppo di studenti del luogo con la denominazione Sport Club Megara al fine di favorire e diffondere ogni forma di attività sportiva, in particolare il calcio..
La società sportiva - il cui nome riprende quello dell'antico villaggio greco situato nei pressi dell'odierna Augusta - fu una delle più antiche per fondazione nella Sicilia orientale.
Inizialmente le attività del Megara erano esclusivamente a carattere locale e vedevano lo svolgimento di amichevoli o di tornei con le squadre dei comuni limitrofi, quali la Leonzio e la Carlentinese, o con squadre più importanti come la US Catanese e il Siracusa. Nel 1925 al Campo Coloniale di Siracusa venne disputata un'amichevole con gli azzurri che si imposero per 1-0. La partita fu caratterizzata, da violenti scontri corpo a corpo tra i giocatori di entrambe le squadre che coinvolsero anche i tifosi, i quali si resero protagonisti di un'invasione di campo. Per decenni i megaresi disputarono le proprie gare casalinghe nel campo di gioco allestito all'interno dei giardini pubblici di Augusta.
Le informazioni concernenti le attività ufficiali della compagine augustana negli anni venti sono assai scarse. Nella stagione 1931-32 con la denominazione Gruppo Sportivo Dopolavoro Megara 1908, militò nel girone C di Terza Divisione Siciliana e si piazzò in seconda posizione dietro la Nissena. La stagione successiva approdò al campionato di Seconda Divisione Siciliana, inserito nel girone E, ripescato per allargamento degli organici. Nel 1944-45 partecipò all'unica edizione del Campionato siciliano, inserita nel girone D assieme alle catanesi SS Etna e Virtus, la Notinese, la SPAL Caltanissetta ed il Siracusa, quest'ultime qualificate alle finali come prima e seconda.
Alla stagione 1947-48, risale il livello di competizione più alto mai raggiunto dal Megara nella sua storia: ripescato dalla Prima Divisione, fu inserito nel girone T di Serie C, insieme a squadre blasonate quali Messina, Catania, Trapani e Reggina. Piazzatosi al quattordicesimo posto, retrocedette in Prima Divisione, a cui rinunciò: al suo posto parteciparono altre due formazioni augustane, l'Arsenale e la TOF, rispettivamente nei gironi B e C. Nel 1949 venne rifondata con la denominazione Associazione Sportiva Augusta, che, allenata dall'austriaco Friedrich Pimperl, ripartì dal campionato di Prima Divisione: nella stagione 1949-50, si piazzò al terzo posto e approdò al campionato di Promozione.
L'AS Augusta si ritirò dal campionato di Prima Categoria Sicilia 1963-64 per motivi finanziari e cessò le proprie attività sportive. Nel 1964 su iniziativa di un comitato di sportivi locali e col sostegno finanziario del Comune, venne rifondata la Società Sportiva Megara, inserita nel girone C del campionato di Seconda Categoria nella stagione 1964-65: al termine di detta stagione, la SS Megara e l'AS Augusta si fusero e diedero vita alla Polisportiva Megara Augusta. Vinto il campionato, compì altri salti di categoria, che nel giro di pochi anni lo portarono ad approdare al campionato di Serie D, in cui militò dal 1975-76 al 1978-79. Quelli in IV serie furono gli ultimi campionati nazionali a cui la compagine augustana prese parte, dato che negli anni ottanta- novanta militò pressoché stabilmente nel campionato di Promozione.
Divenuto Polisportiva Augusta 1908 nel 1993, riuscì a centrare la promozione in Eccellenza nella stagione 1997-98 piazzandosi al secondo posto nel girone C del campionato di Promozione. Retrocesso dall'Eccellenza nella stagione 1999-2000, tornò al vecchio nome di Megara militando tra i campionati di Prima e Seconda Categoria nelle stagioni successive.
Nell'estate 2008, nell'anno del centenario dalla prima fondazione, prende vita l'Associazione Sportiva Dilettantistica Megara Club Augusta 2008, per merito di Franco e Massimo Scuderi, rispettivamente padre e figlio - dei quali il primo fu calciatore del Megara negli anni sessanta - proprietari della Polisportiva Koala Club di Augusta, militante in Seconda Categoria, di cui è stato rilevato il titolo sportivo. Ripescato in Prima Categoria nella stagione 2011-12, dal 2013, il club augustano è di proprietà di una cordata costituita dagli imprenditori locali Elio Coppola, Roy Ferreri e Gaetano Vinci, nonché dallo sportivo Nunzio Riccobello. Al termine della stagione 2015-2016 il Megara pur avendo perso lo spareggio promozione con il Giardini Naxos, è stato ripescato per disputare il successivo campionato di Promozione 2016-2017 che lo conclude al 9º posto in classifica del girone D.
Riparte una nuova avventura in Promozione 2017-2018, per il Megara Augusta, la squadra ritroverà nel girone D non solo due società storiche come l'Enna e il Modica, ma anche una seconda squadra di Augusta, lo Sporting Augusta.
Nella stagione 2019-20 il Megara Augusta allenato da Alessandro Di Maria staziona nei vertici della classifica del campionato di Promozione. A sei giornate dal termine, con i megaresi distanti appena tre punti dalla capolista Siracusa, il campionato viene sospeso a causa del Coronavirus. Gli eventi drammatici dati da una grave crisi epidemiologica mondiale, che colpiscono l’Italia così come tutto il resto del mondo, inducono la FIGC ad intraprendere misure drastiche eccezionali, dichiarando in anticipo la chiusura di tutti i campionati dilettantistici. A giugno, in virtù della classifica vigente, il Siracusa verrà promosso in Eccellenza, penalizzando i neroverdi, che costretti dallo stop, diranno addio ai sogni promozione.
Il 9 luglio 2020 viene ufficializzato come nuovo tecnico dei megaresi Danilo Gallo, ex Real Siracusa e Floridia. Una campagna acquisti degna di nota, inserisce i neroverdi come squadra da battere. Tra i calciatori acquistati agli ex Siracusa Antonio Orefice, Sebastiano Pandolfo e Alfonso Sollano si aggiungono Paolo Messina, Andrea Pasqualicchio e Vincenzo Colonna, mentre tra le conferme più rilevanti figurano Carbonaro, Casavecchia ed il bomber megarese Andrea Di Mauro.

## Colori e simboli

### Colori
I colori sociali dell'Augusta sono il nero ed il verde, che furono i colori dell'Associazione Sportiva Augusta. In passato colore sociale del Megara è stato il verde, il colore del gonfalone comunale di Augusta.

### Simboli ufficiali

#### Stemma
Il simbolo del Megara è l'aquila coronata, raffigurata nello stemma civico e nel logo del club.

## Strutture
Il Megara disputa le sue partite interne al campo Megarello, di proprietà privata, privo di tribune e con la superficie in terra battuta, ubicato in contrada Bongiovanni nella frazione di Brucoli.
In precedenza, ha disputato le proprie partite interne al campo Palma, e dagli anni settanta al campo Fontana, sito nell'omonima contrada e chiuso dal 2005 a causa della forte presenza di pirite nel terreno.
nel Settembre 2025 Tornerà a giocare al Campo Fontana dopo 20 anni di chiusura del impianto sportivo 

## Società
Nel 2013, con l'avvento del Presidente Elio Coppola, il club cambia denominazione dapprima in AS Megara Club Augusta 2008 per poi diventare FC Megara Augusta con matricola n.914584. Nel 2020 cambia denominazione in FCD Megara 1908 con matricola n. 952957 effettuando una scissione con la precedente che viene assegnata alla squadra di calcio a 5 militante in Serie D.
| Anni      | Denominazione                 |
| --------- | ----------------------------- |
| 1908-1949 | Sport Club Megara             |
| 1949-1964 | A.S. Augusta                  |
| 1964-1965 | S.S. Megara                   |
| 1965-1995 | Polisportiva Megara           |
| 1995-2001 | Polisportiva Augusta 1908     |
| 2001-2005 | A.S. Megara 908               |
| 2005-2008 | A.S. Megara Augusta F.C.      |
| 2008-2018 | A.S. Megara Club Augusta 2008 |
| 2018-2020 | A.S. FC Megara Augusta        |
| 2020-2024 | F.C.D. Megara 1908            |
| 2024-     | Atletico Megara 1908 SSD      |

### Organigramma societario
- Elio Coppola - Proprietario
- Roy Ferreri - Presidente
- da designare - Amministratore Delegato
- Gaetano D'Augusta - Direttore Sportivo
- Francesco Francica - Direttore Generale
- da designare - Segreteria Sportiva
- da designare - Team Manager
- da designare - Addetto Stampa

### Sponsor
Di seguito l'elenco dei fornitori tecnici e degli sponsor ufficiali del Megara Augusta.
| Cronologia degli sponsor tecnici - 1908-1995 .... - 1995-1998 Erreà - 1998-2013 .... - 2013-2014 Erreà - 2014-2015 Legea - 2015-2017 Acerbis - 2017-2024 Givova - 2024- Max | Cronologia degli sponsor ufficiali - 1908-1995 .... - 1995-1998 nessuno - 1998-2013 .... - 2013-2014 Airone - 2014-2015 GoldBet - 2015-2017 Betty/Evodesign - 2017-2019 Deltaimpianti - 2019-2020 Deltaimpianti/Megara Metalli/Copet Srl - 2020-oggi Deltaimpianti/Termisol Termica Srl |

### Settore giovanile
Nel 2017, la struttura del settore giovanile dei neroverdi prende il nome di Megara Academy, grazie ai rapporti di collaborazione con altre realtà calcistiche quali lo Sportland 2000 di Augusta e la Sicula Leonzio di Lentini.

## Allenatori e presidenti
Di seguito l'elenco degli allenatori e dei presidenti del Megara Augusta, dall'anno di fondazione.
- 1908-1949  ...
- 1949-1950  Friedrich Pimperl
- 1950-1974  ...
- 1974-1976  Giovanni Viola
- 1977-1978  Aldo De Fazio
- 1978-1979  Michele Borgia
- 1979-1992  ...
- 1993-1997  Salvatore Lantieri
- 1997-1998  Gaetano Marino
 Lino Gurrisi
- 1999-2000  Musumeci
- 2000-2007  ...
- 2007-2010  Carmelo Russo
- 2010-2011  Nunzio Riccobello
 Carmelo Russo
- 2011-2012  Domenico Grasso
- 2012-2013  Carmelo Russo
- 2013-2015  Nunzio Riccobello
- 2015-2017  Francesco Migneco
- 2017-2018  Gaetano Costa 
 Nunzio Riccobello
- 2018-2019  Giuseppe Zarbano
- 2019-2020  Alessandro Di Maria
- 2020-2021  Danilo Gallo
- 2021-2022  Federico Lombardo
- 2022-2023  Francesco Migneco
 Rosario Monaca
- 2023-2024  Rosario Monaca
- 2024-2025  Elio Moncada

- 1908-1970  ...
- 1970-1978  Diego Buda
- 1978-1993  ...
- 1993-2000  Giovanni Sicari
- 2000-2008  Francesco Scuderi
- 2008-2013  Massimiliano Scuderi
- 2013-2014  Elio Coppola
- 2014-2022  Roy Ferreri
- 2022-oggi  Francesco Francica

## Calciatori
Tra i calciatori megaresi più importanti che hanno intrapreso una carriera brillante in ambito professionistico, sicuramente merita di essere attenzionato Giovanni Abate. Attaccante classe 1981, dopo aver fatto tutta la trafila nelle giovanili nero-verdi, contribuendo con i suoi goal nella stagione 1997-1998 al salto di categoria in Eccellenza, nel 1998 passa tra le file del Siracusa, per poi girovagare in più parti d'Italia, approdando in club blasonati quali Palermo, Avellino, Trapani e Brescia, collezionando tra Serie C e Serie B più di quattrocento presenze contornate da 80 gol.
Altri megaresi che meritano particolare attenzione sono sicuramente Tony Costa (con diversi trascorsi in Serie C), Antonio Kuk che negli anni sessanta partito dal settore giovanile del Megara ebbe una dignitosa carriera in terza serie, l’arcigno regista di centrocampo Pinuccio Pinnone che dagli anni sessanta ai primi anni ottanta è stato autentico protagonista con la maglia neroverde, e l’attaccante Andrea Di Mauro ribattezzato dai tifosi neroverdi   il cigno di Augusta . Il bomber difatti con le sue numerose marcature con la maglia del Megara Augusta, è a tutt’oggi il marcatore più prolifico della storia. Altri calciatori non megaresi ma di un certo spessore hanno indossato la maglia neroverde, basti pensare a Fortunato Torrisi, Sergio Todde, Loreno Cassia, Mauro De Filippis e Sebastiano Pincio.

### Capitani
Di seguito la cronologia dei capitani che si sono susseguiti negli anni:
- ... (1908-1971)
- Rosario Foti (1970-1972)
- Roberto Sirena (1972-1974)
- Pinuccio Pinnone (1974-1983)
- Giuseppe Romano (1984-1985)
- Sebastiano Bertoni (1986-1988)
- ... (1988-1994)
- Andrea Fiducia (1994-1996)

- Domenico Grasso (1996-1999)
- ... (1999-2008)
- Gianluca Fornaciari (2008-2011)
- ... (2011-2013)
- Fabrizio Scata' (2014-2015)
- Marco Marziano (2015-2016)
- Antonino Caruso (2017-2018) 
 Simone Guardo
- Cesare Casavecchia (2018-oggi)

## Palmarès

### Competizioni regionali
- Promozione:   1

1974-1975 (girone B)
- Prima Categoria:   1

1985-1986 (girone C)
- Seconda Categoria:   1

1965-1966 (girone C)

### Altri piazzamenti
- Terza Divisione:

secondo posto: 1931-1932 (girone C)
- Promozione:

secondo posto: 1994-1995 (girone C), 1997-1998 (girone C)
terzo posto: 1973-1974 (girone B),
- Prima Categoria:

secondo posto: 1969-1970 (girone B)
terzo posto: 1984-1985 (girone C), 2014-2015 (girone G), 2015-2016 (girone F)

## Statistiche e record

### Partecipazione ai campionati
Campionati nazionali
| Livello | Categoria         | Partecipazioni | Debutto   | Ultima stagione | Totale |
| ------- | ----------------- | -------------- | --------- | --------------- | ------ |
| 3º      | Serie C           | 1              | 1947-1948 | 1947-1948       | 1      |
| 4º      | Seconda Divisione | 3              | 1932-1933 | 1934-1935       | 8      |
| 4º      | Promozione        | 2              | 1950-1951 | 1951-1952       | 8      |
| 4º      | Serie D           | 3              | 1975-1976 | 1977-1978       | 8      |
| 5º      | Serie D           | 1              | 1978-1979 | 1978-1979       | 1      |

Campionati regionali
| Livello | Categoria         | Partecipazioni | Debutto   | Ultima stagione | Totale |
| ------- | ----------------- | -------------- | --------- | --------------- | ------ |
| I       | Prima Divisione   | 3              | 1945-1946 | 1949-1950       | 28     |
| I       | Promozione        | 19             | 1952-1953 | 1990-1991       | 28     |
| I       | Prima Categoria   | 4              | 1966-1967 | 1969-1970       | 28     |
| I       | Eccellenza        | 2              | 1998-1999 | 1999-2000       | 28     |
| II      | Terza Divisione   | 1              | 1931-1932 | 1931-1932       | 20     |
| II      | Seconda Categoria | 2              | 1964-1965 | 1965-1966       | 20     |
| II      | Prima Categoria   | 2              | 1984-1985 | 1985-1986       | 20     |
| II      | Promozione        | 15             | 2000-2001 | 2021-2022       | 20     |
| III     | Prima Categoria   | 9              | 2001-2002 | 2015-2016       | 13     |
| IV      | Seconda Categoria | 4              | 2008-2009 | 2011-2012       | 1      |

### Statistiche di squadra
Il Megara Augusta nel corso della sua storia, ha avuto modo di affrontare diversi club di rilievo del panorama calcistico siciliano. In gare ufficiali, il club maggiormente sfidato fu il Siracusa nel derby della provincia (tra campionato e coppa Italia 9 volte), mentre nella stagione 1947-1948 unica apparizione in Serie C dei nero-verdi, furono affrontati il Catania (2 volte con doppia sconfitta, 2-1 al Cibali con rete per i megaresi di Raciti, e 1-3 in casa con rete della bandiera siglata da Moncada), il Messina e la Reggina; Nella stessa annata venne disputato anche il derby contro la Notinese. Avvincenti da sempre invece i derby giocati contro la Leonzio. Dei 40 match disputati, si ricordano maggiormente le sfide disputate in Serie D nelle stagioni 1975-1976, 1976-1977, 1977-1978, 1978-1979.
Di seguito i primatisti di presenze e reti in gare ufficiali.
| Record di presenze - 277 Pinuccio Pinnone (1963-1965; 1966-1983) - 143 Francesco Francica (1969-1971, 1973-1976) - 125 Andrea Di Mauro (2014-oggi) - 95 Gianluca Fornaciari (2008-2011; 2013-2015) - 69 Francesco Migneco (2013-2016) | Record di reti - 91 Andrea Di Mauro (2014-oggi) - 59 Francesco Francica (1969-1971, 1973-1976) - 32 Francesco Migneco (2013-2016) - 25 Gianluca Fornaciari (2008-2011; 2013-2015) |

## Tifoseria

### Storia
Il maggior gruppo ultras a rappresentanza del Megara Augusta si chiama Ultras Teste Infuriate 09. Fondato nel 2009, il gruppo si contraddistingue per fede e passione, presenziando nelle categorie d'appartenenza dei neroverdi sia in casa che in trasferta.

### Gemellaggi e rivalità
Rapporti di stima e amicizia sono con la tifoseria del Siracusa anche se affievolita nel tempo, ma intensa negli anni novanta quando una sezione dei Blue Boys Supporters 1979 ad Augusta chiamata USR Augusta presenziava costantemente al seguito degli azzurri con il proprio striscione.
Tra le rivalità più o meno accesse, si ricordano quelle con la Sancataldese, il Giardini Naxos (negli spareggi promozione del 2016 vi furono numerosi incidenti, con due rappresentanti del tifo neroverde arrestati) e la Leonzio.